# Acoustica
Acoustica es el cuarto álbum en vivo de la banda alemana de hard rock y heavy metal Scorpions, publicado en 2001 por East West Records. El concepto de un evento en formato acústico surgió en 1988 cuando MTV les propuso ser parte de su programa MTV Unplugged. A pesar de que los invitaron en más de una ocasión, Scorpions no pudo participar por diversos motivos y la idea quedó archivada en su agenda por años. Luego de Moment of Glory (2000), un crossover con la Orquesta Filarmónica de Berlín, la banda le planteó el espectáculo al director de orquesta de ese álbum sinfónico, Christian Kolonovits, ya que les gustó su labor y porque existía un positivo estado anímico para probar con proyectos paralelos. 
A mediados de 2000, seleccionaron veintiún canciones para ser adaptadas, dividas en catorce propias, tres versiones de otros artistas y cuatro escritas exclusivamente para el álbum. Su grabación se llevó a cabo en vivo los días 8, 9 y 10 de febrero de 2001 en el recinto Convento do Beato de Lisboa (Portugal), con la intención de ser editado en disco compacto y DVD. Para los conciertos, además de Kolonovits como teclista, la banda contó con otros seis músicos extras: un guitarrista, un percusionista, una chelista y tres coristas femeninas. 
Una vez que salió al mercado, recibió reseñas mixtas por parte de la prensa especializada. Algunas críticas apuntaron a que se editó en un período en que los álbumes acústicos habían pasado de moda y hubo diversas posturas con respecto a los arreglos de las canciones. En cuanto a lo comercial, consiguió distintas posiciones en las listas musicales mundiales; por ejemplo, alcanzó el primer puesto en la de Portugal y el decimotercero en la de Alemania. Asimismo, logró una positiva venta discográfica en varios países, principalmente de Europa continental, el Sudeste asiático y Latinoamérica, lo suficiente para obtener certificaciones de oro y platino.
Para promocionarlo, en febrero salió a la venta el sencillo «When Love Kills Love». A su vez, en ese mismo mes, comenzó el Acoustica Tour que, a diferencia de sus habituales giras, contó con conciertos de rock pesado, acústicos y sinfónicos. Tuvo lugar en varios países de Europa y Asia, y en este último continente fue particularmente mediático y exitoso en cuanto a la venta de entradas, ya que en muchas de esas naciones era la primera vez que el grupo tocaba en vivo.

## Antecedentes
La idea de una presentación en formato acústico nació en 1988, cuando MTV invitó a Scorpions para que participara en su nuevo programa de televisión MTV Unplugged. En aquella ocasión, la banda tuvo que rechazar la propuesta porque estaba en medio de las grabaciones del álbum Savage Amusement (1988). Más tarde, el canal nuevamente le contactó, pero por segunda vez el quinteto declinó la oferta, ya que para entonces estaba realizando la gira promocional de Crazy World (1990). De acuerdo con el guitarrista Rudolf Schenker, el concepto unplugged estuvo en la agenda de la banda por años, pero por diversas circunstancias nunca lo pudieron llevar a cabo. En 2000, luego del lanzamiento de Moment of Glory —un crossover entre Scorpions y la Orquesta Filarmónica de Berlín—, le plantearon la idea a Christian Kolonovits, quien hizo de arreglista, director de orquesta y coproductor en aquel proyecto. La decisión la tomaron porque quedaron satisfechos con la labor del austríaco, además de que, tras Moment of Glory, existía un positivo estado anímico de probar con proyectos paralelos. Adicionalmente, el vocalista Klaus Meine contó que había una «leve presión» por parte de la compañía discográfica y de sus seguidores de hacer un álbum acústico.

## Grabación

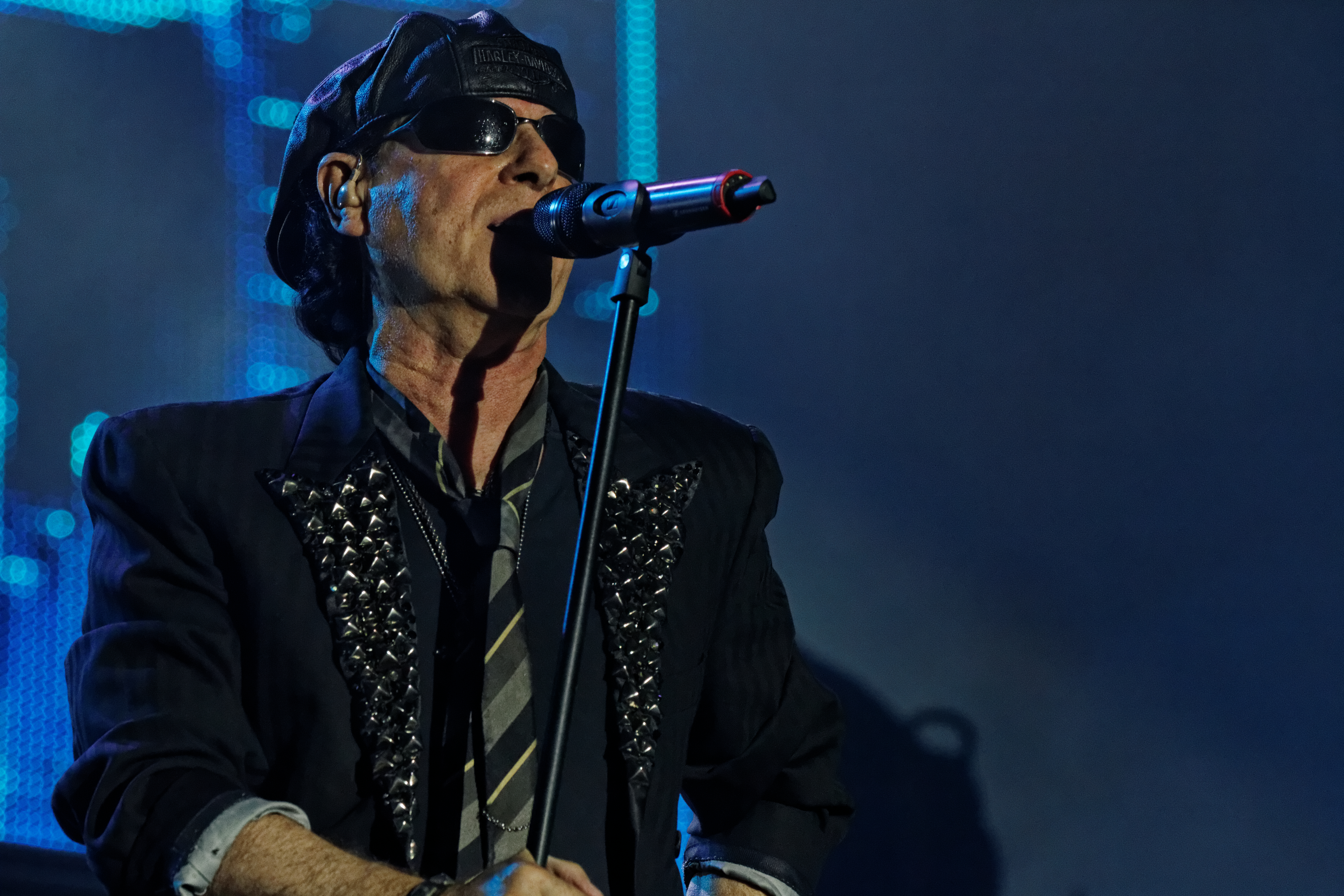
El vocalista Klaus Meine compuso las cuatro canciones nuevas del álbum, pero dos de ellas las coescribió con el guitarrista Rudolf Schenker

Una vez confirmada su realización, comenzó la búsqueda de un recinto en Europa que tuviera una «atmósfera íntima» para albergar el concierto acústico. Milán, París y Madrid fueron algunas de las ciudades propuestas para hacer el espectáculo, pero la elección finalmente recayó en Lisboa. Meine relató que escogieron a la capital de Portugal por el éxito comercial que tenían en ese país, ya que en los últimos años sus producciones siempre lograban certificaciones de disco de oro o platino. Así que decidieron hacer el álbum en esa ciudad como una manera de agradecimiento al público portugués por el apoyo brindado. Meses antes del recital, la banda viajó a Lisboa para buscar un recinto apropiado y eligieron al antiguo monasterio Convento do Beato por su arquitectura y ambiente, puesto que, como antiguamente residían allí monjes, existía una vibra muy espiritual según Meine.
Su grabación se llevó a cabo el 8, 9 y 10 de febrero de 2001 ante 800 personas, y se registró con doce cámaras para ser editado en disco compacto y DVD. Para otorgarle una mayor amplitud a las canciones, contaron con músicos invitados de varios países, conformando un «equipo muy internacional» según Schenker. Christian Kolonovits de Austria interpretó el piano y los teclados; Mario Argandoña de Chile la percusión; Ariana Arcu de Rumania el violonchelo; Johan Daansen de Países Bajos la guitarra; y Hille Bemelmanns, Liv Van Aelst y Kristel Van Craen de Bélgica los coros. La producción quedó a cargo de Scorpions y Kolonovits, mientras que la compañía austríaca DoRo Productions realizó la del formato audiovisual.

## Composición
A mediados de 2000, Scorpions y Kolonovits se reunieron en los Scorpio Sound Studios de Hannover —propiedad de Schenker— para escoger las canciones que arreglarían. El proceso de elección les resultó difícil porque muchas de sus composiciones tenían las condiciones para ser versionadas acústicamente, gracias a que una buena cantidad de ellas son muy melódicas. Una de las primeras que eligieron fue «Holiday», ya que en 1979 la habían tocado en el formato acústico en el Reino Unido, en el marco de la gira de conciertos de Lovedrive (1979). El listado de canciones se compone de los mayores éxitos de la banda retrabajadas en diferentes estilos, además de nuevas composiciones y versiones de otros artistas. En total, veintiún versiones acústicas fueron publicadas. En su análisis al proyecto, el crítico canadiense Martin Popoff destacó la transformación de las pistas, puesto que en algunas el cambio era muy notorio, como el swamp blues en «The Zoo» y el boogie-woogie en «Catch Your Train».
Para el proyecto, Rudolf Schenker y Klaus Meine escribieron «When Love Kills Love» y «Life Is Too Short», mientras que las power ballads «I Wanted to Cry (But the Tears Wouldn't Come)» y «Back To You» las compuso únicamente Meine. Otras tres fueron versiones: «Dust in the Wind» de Kansas, «Love of My Life» de Queen y «Drive» de The Cars, esta última dedicada a la memoria de su vocalista Benjamin Orr. Schenker relató que, si bien no fueron publicadas ni interpretadas en vivo, grabaron los temas «Golden Slumbers» de The Beatles, «Radar Love» de Golden Earring, y «Paint It Black» y «Angie» de The Rolling Stones.

## Lanzamiento

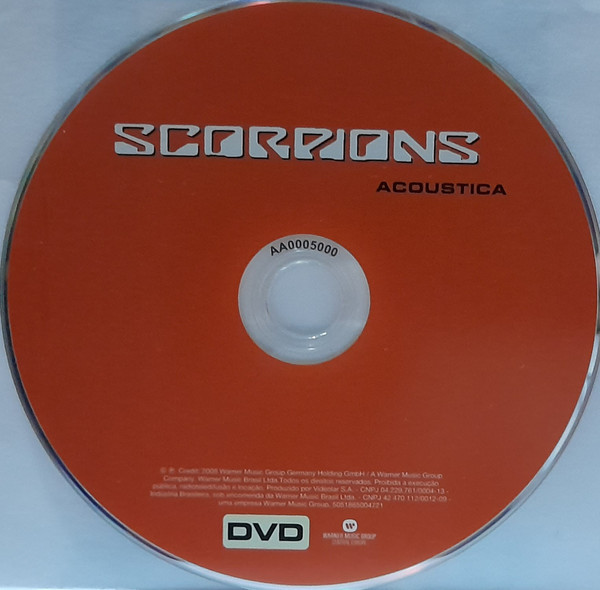
Acoustica también se lanzó en formato DVD

Acoustica salió a la venta el 14 de mayo de 2001 a través de East West Records. El disco compacto está conformado por quince canciones, pero la edición japonesa contó con «Rhythm of Love» como pista adicional. En China, lo lanzó Warner Music y llegó a ser uno de los primeros álbumes editados en ese país por la compañía.
Acoustica también fue editado en DVD y VHS y la fecha de publicación varía de acuerdo a cada región. Consta de todas las canciones interpretadas en el concierto, incluidas «Rhythm of Love», «Loving You Sunday Morning», «Is There Anybody There?», «Tease Me Please Me», «Under the Same Sun» y «Back to You», las que fueron omitidas en el formato de audio. Dirigido por los austríacos Rudi Dolezal y Hannes Rossacher de DoRo Productions, como material extra incluía los videoclips de «Send Me an Angel», «Hurricane 2001» y «When Love Kills Love», además de entrevistas y un making-of.

## Promoción
Para promocionarlo, el 14 de febrero de 2001 East West lanzó al mercado un único sencillo, «When Love Kills Love». Editado en disco compacto, estaba compuesto por su versión de estudio y en vivo, «Catch Your Train» y «Love of My Life». Por su parte, la gira de conciertos Acoustica Tour comenzó el 4 de febrero de 2001 en Oporto (Portugal). A diferencia de sus habituales tours, Scorpions dio presentaciones en tres formatos diferentes: rock pesado, música clásica y acústica. La primera sección, que duró hasta el 29 de junio, estuvo enfocada mayormente en varios países de Europa Central y Oriental. En los conciertos por los países bálticos, Rusia y Ucrania, acontecidos entre marzo y la primera semana de abril, la banda interpretó el concierto sinfónico de Moment of Glory. Según Schenker, estos espectáculos se realizaron con las orquestas sinfónicas de cada país, así que cada una de ellas recibió las partituras con un mes de anticipación.
Desde el 26 de julio hasta el 9 de agosto se llevó a cabo el tramo asiático, con fechas en Corea del Sur, Filipinas, India, Indonesia, Malasia, Singapur y Tailandia. Como en muchas de esas naciones era la primera vez que Scorpions tocaba en vivo, esta parte fue exitosa en cuanto a entradas vendidas y particularmente mediática. En determinados países, las organizaciones musicales locales aprovecharon para entregarle a la banda numerosas certificaciones de disco de oro y platino por sus ventas discográficas. Después de otras decenas de conciertos por Europa continental, la gira terminó el 19 de septiembre de 2001 en Atenas (Grecia).

## Recepción

### Crítica
Acoustica recibió reseñas mixtas por parte de la prensa especializada. Leslie Mathew de AllMusic señaló que es un «conjunto de grandes éxitos (...) completamente predecible» y, aunque Schenker y Jabs decoran las canciones con bonitas figuras acústicas, en ocasiones no funcionan. Además, comentó que «los estilos de ritmo latino, las secciones de cuerdas y los coros exuberantes hacen que la banda suene inquietantemente como el grupo de acompañamiento de Enrique Iglesias», así que «es una especie de buen gusto sin rostro y de ritmo medio que resulta extrañamente frustrante». Markus Mai, del sitio web alemán Metal Inside, lo llamó «un resultado más que respetable» y «(...) todo lo que se presenta es coherente y no parece artificial en modo alguno». Si bien en los últimos álbumes eran débiles, aquí Scorpions «definitivamente todavía lo tiene todo musicalmente, especialmente el cantante Klaus Meine, que todavía tiene una voz sobresaliente». Andreas Schulz, para Akustik Guitarre, destacó los arreglos de las canciones, como «la formación de tres guitarras efectivamente respaldada por los elegantes sonidos del teclado, hermosas inserciones de violonchelo y coros limpios». A pesar de que consideró que algunas canciones eran indispensables, cuestionó la presencia de las versiones de «Dust in the Wind» y «Love of My Life».
Christof Leim, de la revista alemana Metal Hammer, destacó algunas canciones como «Catch Your Train» y «The Zoo», aunque consideró que había demasiadas baladas. En conclusión, opinó que era bueno, pero «demasiado sensible e inofensivo». El escritor italiano Silvio Ricci en su libro Hard Rock Emotions lo consideró un «hermoso álbum». El sitio web DVD.net, sobre el formato audiovisual, reseñó que, aunque no era del agrado de todos, «Acoustica es un concierto bien producido, al que se le ha dado un tratamiento de primer nivel para su conversión a DVD». Mick Wall de Classic Rock, en su reseña para el relanzamiento de 2011, comentó que fue publicado en un período en que los discos acústicos ya habían perdido su interés y su reedición «simplemente se siente mal» También, indicó que «quien les haya dicho que sonarían bien haciendo un espectáculo acústico necesita ser fusilado».

### Comercial
Una vez en el mercado, Acoustica consiguió diversas posiciones en varias de las listas musicales mundiales. En Alemania, el 28 de mayo de 2001 debutó en el puesto 13 en el Media Control Charts y estuvo un total de seis semanas en dicha lista. En 2023, la Bundesverband Musikindustrie (BVMI) lo certificó con disco de oro, luego de superar las 150 000 unidades vendidas en ese país. El 9 de junio de 2001 alcanzó el primer lugar en el recuento nacional de Portugal, con ventas de 50 000 copias. Permaneció doce semanas en la primera posición y la Associação Fonográfica Portuguesa (AFP) le entregó un doble platino en representación a 80 000 copias comercializadas. En los demás países europeos, se situó en la quinta posición en el conteo nacional de Grecia, en la trigésima quinta en el Schweizer Hitparade de Suiza y en la cuadragésima sexta en el French Albums Chart de Francia. En este último país, hasta 2018 la empresa Infodisc estimó sus ventas en 24 700 unidades, sin contar el streaming. El 2 de junio debutó en el puesto 38 en el European Top 100 Albums de la revista paneuropea Music & Media y dos semanas después alcanzó el lugar 27 como máxima posición.
Fuera de Europa, Acoustica tuvo buenas ventas en varios países, particularmente del Sudeste asiático y Latinoamérica. Hasta agosto de 2001, se habían comercializado 25 000 copias en Malasia, 50 000 en Indonesia y 70 000 en Tailandia. De hecho, el 7 de agosto, la Federación Internacional de la Industria Fonográfica (IFPI) tailandesa le confirió un doble disco de platino en representación a 80 000 unidades vendidas. En Corea del Sur terminó el año en el puesto 49 en el recuento local, con una venta de 32 261 unidades. En 2003, la aquella entonces Associação Brasileira dos Produtores de Discos (ABPD) lo certificó con oro, por superar las 50 000 copias vendidas en Brasil.
En cuanto al DVD, encabezó la lista de éxitos alemana según Billboard. Por su parte, en 2004 la organización brasileña ABPD le confirió un disco de platino en Brasil. En Argentina, la Cámara Argentina de Productores de Fonogramas y Videogramas (CAPIF) también lo certificó de platino, mientras que en Portugal logró un doble platino. En 2013, Infodisc reportó que en ese año se vendieron 1200 copias en Francia.

## Lista de canciones
| Versión disco compacto |                                                 |                                  |          |  |
| N.º                    | Título                                          | Escritor(es)                     | Duración |  |
| 1.                     | «The Zoo»                                       | Schenker, Meine                  | 5:50     |  |
| 2.                     | «Always Somewhere»                              | Schenker, Meine                  | 5:20     |  |
| 3.                     | «Life Is Too Short»                             | Schenker, Meine                  | 5:20     |  |
| 4.                     | «Holiday»                                       | Schenker, Meine                  | 6:00     |  |
| 5.                     | «You and I»                                     | Meine                            | 5:20     |  |
| 6.                     | «When Love Kills Love»                          | Schenker, Meine                  | 4:54     |  |
| 7.                     | «Dust in the Wind» (versión de Kansas)          | Kerry Livgren                    | 3:50     |  |
| 8.                     | «Send Me an Angel»                              | Schenker, Meine                  | 5:25     |  |
| 9.                     | «Catch Your Train»                              | Schenker, Meine                  | 3:37     |  |
| 10.                    | «I Wanted to Cry (But the Tears Wouldn't Come)» | Meine                            | 3:50     |  |
| 11.                    | «Wind of Change»                                | Meine                            | 5:35     |  |
| 12.                    | «Love of My Life» (versión de Queen)            | Freddie Mercury                  | 2:33     |  |
| 13.                    | «Drive» (versión de The Cars)                   | Ric Ocasek                       | 4:01     |  |
| 14.                    | «Still Loving You»                              | Schenker, Meine                  | 5:47     |  |
| 15.                    | «Hurricane 2001»                                | Schenker, Meine, Herman Rarebell | 4:40     |  |

| Pista adicional solo en Japón |                  |                 |          |  |
| N.º                           | Título           | Escritor(es)    | Duración |  |
| 16.                           | «Rhythm of Love» | Schenker, Meine | 5:22     |  |

| Versión DVD |                                                 |                                     |          |  |
| N.º         | Título                                          | Escritor(es)                        | Duración |  |
| 1.          | «Loving You Sunday Morning»                     | Schenker, Meine, Rarebell           | 5:24     |  |
| 2.          | «Is There Anybody There?»                       | Schenker, Meine, Rarebell           | 4:39     |  |
| 3.          | «The Zoo»                                       | Schenker, Meine                     | 7:15     |  |
| 4.          | «Always Somewhere»                              | Schenker, Meine                     | 5:26     |  |
| 5.          | «Life Is Too Short»                             | Schenker, Meine                     | 6:32     |  |
| 6.          | «Holiday»                                       | Schenker, Meine                     | 6:02     |  |
| 7.          | «You and I»                                     | Meine                               | 5:23     |  |
| 8.          | «When Love Kills Love»                          | Schenker, Meine                     | 5:10     |  |
| 9.          | «Tease Me Please Me»                            | Schenker, Meine, Jabs, Jim Vallance | 5:21     |  |
| 10.         | «Dust in the Wind»                              | Livgren                             | 4:01     |  |
| 11.         | «Send Me an Angel»                              | Schenker, Meine                     | 5:55     |  |
| 12.         | «Under the Same Sun»                            | Meine, Mark Hudson, Bruce Fairbairn | 5:25     |  |
| 13.         | «Rhythm of Love»                                | Schenker, Meine                     | 5:30     |  |
| 14.         | «Back To You»                                   | Meine                               | 4:57     |  |
| 15.         | «Catch Your Train»                              | Schenker, Meine                     | 3:50     |  |
| 16.         | «I Wanted to Cry (But the Tears Wouldn't Come)» | Meine                               | 4:07     |  |
| 17.         | «Hurricane 2001»                                | Schenker, Meine, Rarebell           | 4:39     |  |
| 18.         | «Wind of Change»                                | Meine                               | 6:56     |  |
| 19.         | «Love of My Life»                               | Mercury                             | 3:00     |  |
| 20.         | «Drive»                                         | Ocasek                              | 4:10     |  |
| 21.         | «Still Loving You»                              | Schenker, Meine                     | 5:45     |  |

## Posicionamiento en listas musicales
| País/Continente | Lista (2001)            | Posición |
| --------------- | ----------------------- | -------- |
| Alemania        | Media Control Charts    | 13       |
| Europa          | European Top 100 Albums | 27       |
| Francia         | French Albums Chart     | 46       |
| Grecia          | Top 75 Albums           | 5        |
| Malasia         | RIM Charts              | 5        |
| Portugal        | AFP Albums Chart        | 1        |
| Suiza           | Schweizer Hitparade     | 35       |
| País            | Lista (2007)            | Posición |
| Portugal        | AFP Albums Chart        | 17       |
| País            | Lista (2011)            | Posición |
| Grecia          | Top 75 Albums           | 68       |
| País            | Lista (2013)            | Posición |
| Francia         | French Albums Chart     | 119      |
| País            | Lista (2014)            | Posición |
| Francia         | French Albums Chart     | 175      |

| País      | Lista (2001)                | Posición |
| --------- | --------------------------- | -------- |
| Alemania  | Media Control Charts        | 1        |
| Hungría   | DVD Top 20                  | 8        |
| País      | Lista (2004)                | Posición |
| Finlandia | Suomen virallinen lista     | 5        |
| Portugal  | AFP DVD Charts              | 3        |
| Suecia    | Sverigetopplistan DVD Album | 16       |
| País      | Lista (2014)                | Posición |
| Italia    | FIMI DVD Charts             | 18       |

| País          | Lista (2001) | Posición |
| ------------- | ------------ | -------- |
| Corea del Sur | Gaon Chart   | 49       |

| País    | Lista (2013)     | Posición |
| ------- | ---------------- | -------- |
| Francia | French DVD Chart | 78       |

## Certificaciones
Disco compacto
| País      | Organismo certificador | Certificación    | Ventas certificadas | Ref.   |
| --------- | ---------------------- | ---------------- | ------------------- | ------ |
| Alemania  | BVMI                   | Oro              | 150 000             | [ 29 ] |
| Brasil    | ABPD                   | Oro              | 50 000              | [ 41 ] |
| Portugal  | AFP                    | 2x Doble platino | 80 000              | [ 31 ] |
| Tailandia | IFPI - Tailandia       | 2x Doble platino | 80 000              | [ 39 ] |

DVD
| País      | Organismo certificador | Certificación    | Ventas certificadas | Ref.   |
| --------- | ---------------------- | ---------------- | ------------------- | ------ |
| Argentina | CAPIF                  | Platino          | 8000                | [ 43 ] |
| Brasil    | ABPD                   | Platino          | 50 000              | [ 42 ] |
| Portugal  | AFP                    | 2x Doble platino | 16 000              | [ 44 ] |

## Créditos
| - Klaus Meine: voz - Rudolf Schenker: guitarra acústica de seis y doce cuerdas - Matthias Jabs: guitarra acústica de seis y doce cuerdas - Ralph Rieckermann: bajo y contrabajo - James Kottak: batería y coros Músicos invitados - Christian Kolonovits: piano y teclados - Mario Argandoña: percusión - Johan Daansen: guitarra acústica - Ariana Arcu: violonchelo - Hille Bemelmanns, Liv Van Aelst y Kristel Van Craen: coros | - Christian Kolonovits y Scorpions: producción - Christian Kolonovits: arreglos - Hartmut Pfannmüller y Peter Brandt: ingeniería - Kurt Richter: asistente de ingeniería - Ian Cooper: masterización - Ronald Prent: mezcla - Tom Jansen: asistente de mezcla - Katja Hübner: diseño de la portada - Klaus Becker y Kajetan Kandler: fotografía - Rudi Dolezal y Hannes Rossacher: dirección del DVD |

Fuente: Folleto de notas del álbum y DVD